# فرانسيسكو رودريغيز (ملاكم)
فرانسيسكو أنطونيو رودريغيز بريتو (بالإسبانية: Francisco "Morochito" Rodríguez) (20 سبتمبر 1945 – 23 أبريل 2024) هو ملاكم فنزويلي، مثّل بلاده في الألعاب الأولمبية الصيفية في دورتي 1968 و1972.

## روابط خارجية
- فرانسيسكو رودريغيز على موقع اللجنة الأولمبية الدولية (الإنجليزية)
- فرانسيسكو رودريغيز على موقع أوليمبيديا (الإنجليزية)